# Graphania fibriata
Graphania fibriata är en fjärilsart som beskrevs av Edward Meyrick 1913. Graphania fibriata ingår i släktet Graphania och familjen nattflyn. Inga underarter finns listade i Catalogue of Life.